# Constitution de la république serbe de Bosnie
Lire en ligne

Consulter

La Constitution de la république serbe de Bosnie, en bosnien et en serbe Устав Републике Српске et Ustav Republike Srpske, est la loi fondamentale de la république serbe de Bosnie, une entité de Bosnie-Herzégovine. La constitution fut adoptée par l'Assemblée nationale de la république serbe de Bosnie le 28 février 1992, mais fut révisé à la suite de la signature des accords de Dayton.
La constitution comprend les principes et les normes applicables sur le territoire, et définit l'organisation interne de la République, la fonction des institutions officielles et les droits et libertés des citoyens.

## Histoire
La première constitution fut adoptée le 28 février 1992 sous le nom de Constitution de république serbe de Bosnie-et-Herzégovine (Устав Српске Републике Босне и Херцеговине et Ustav Srpske Republike Bosne i Hercegovine). Elle fut adoptée à la suite de la guerre de Bosnie, cependant, après les accords de Dayton, la constitution fut modifiée pour être conforme à cet accord et avec les décisions de la Cour constitutionnelle de Bosnie-Herzégovine.

## Contrôle constitutionnel
La Cour constitutionnelle de la république serbe de Bosnie, qui fonctionne depuis le 1er juillet 1994, a pour rôle de protéger la Constitution et la loi. Elle se compose de 9 juges, dont le président, élu conformément à la Constitution.

## Sources

## Compléments